# Saint-Cyr-la-Roche
Saint-Cyr-la-Roche is een gemeente in het Franse departement Corrèze (regio Nouvelle-Aquitaine) en telt 399 inwoners (2005). De plaats maakt deel uit van het arrondissement Brive-la-Gaillarde.

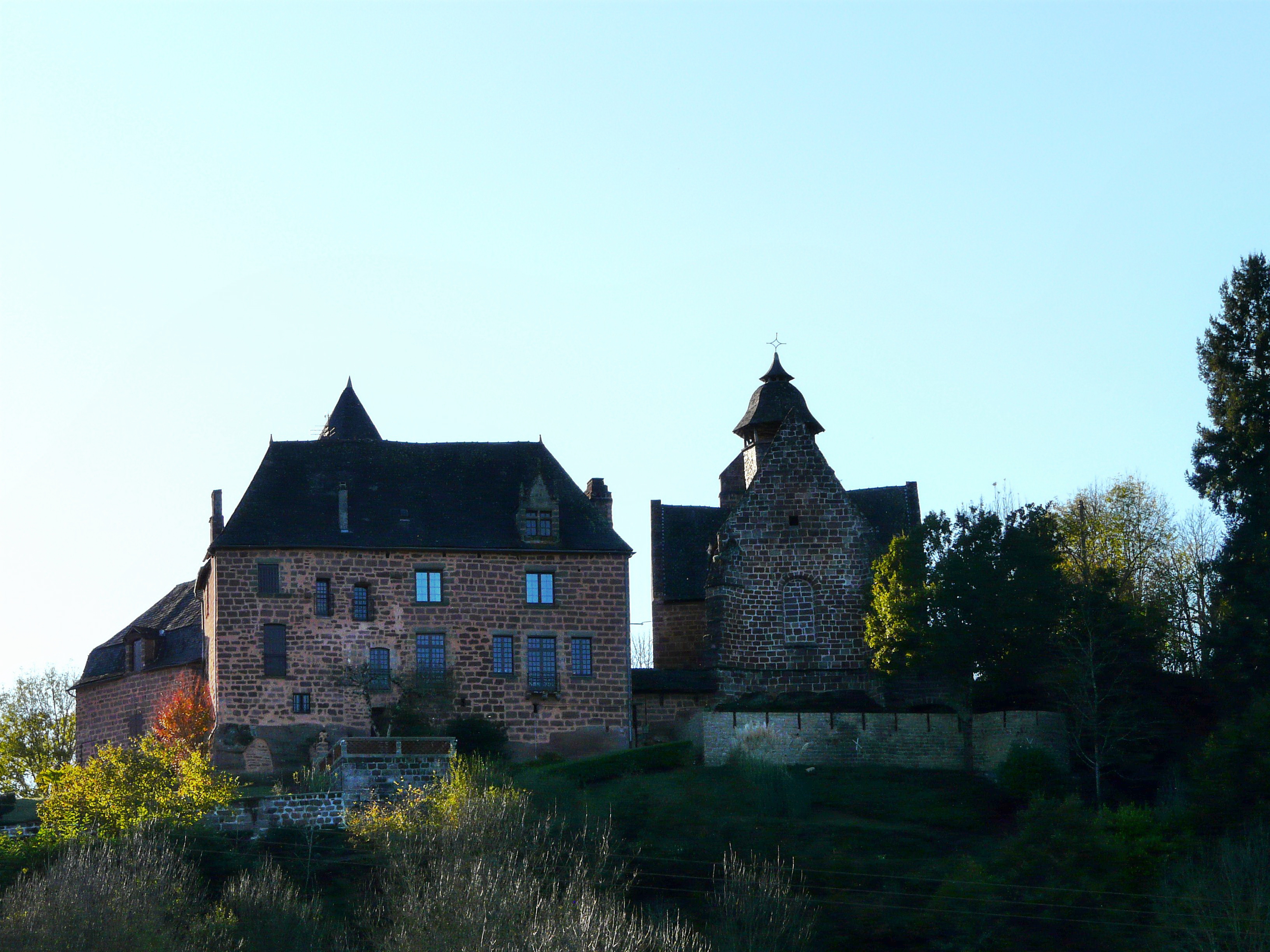
Saint-Cyr-la-Roche
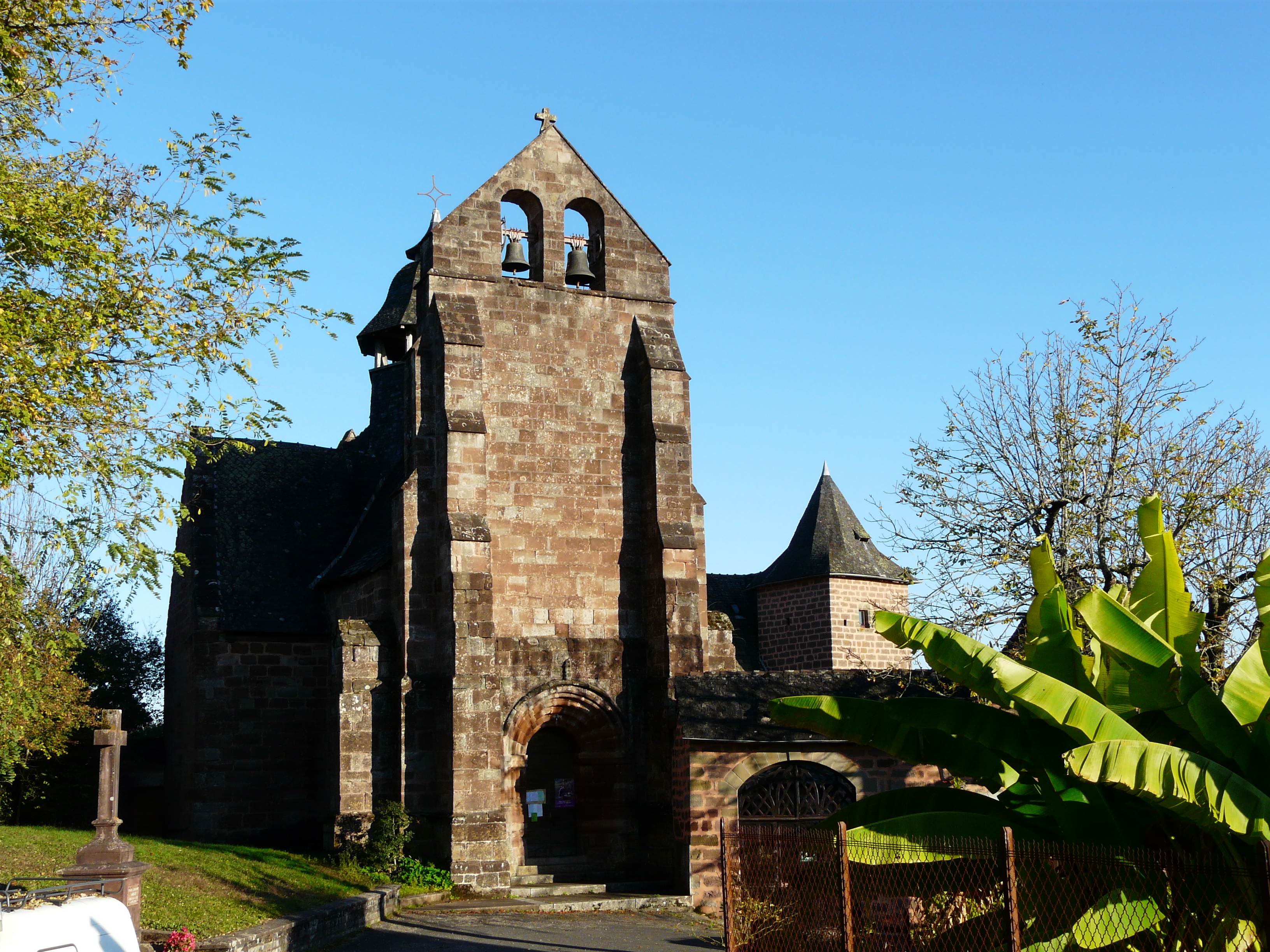
Kerk van Saint-Cyr-la-Roche
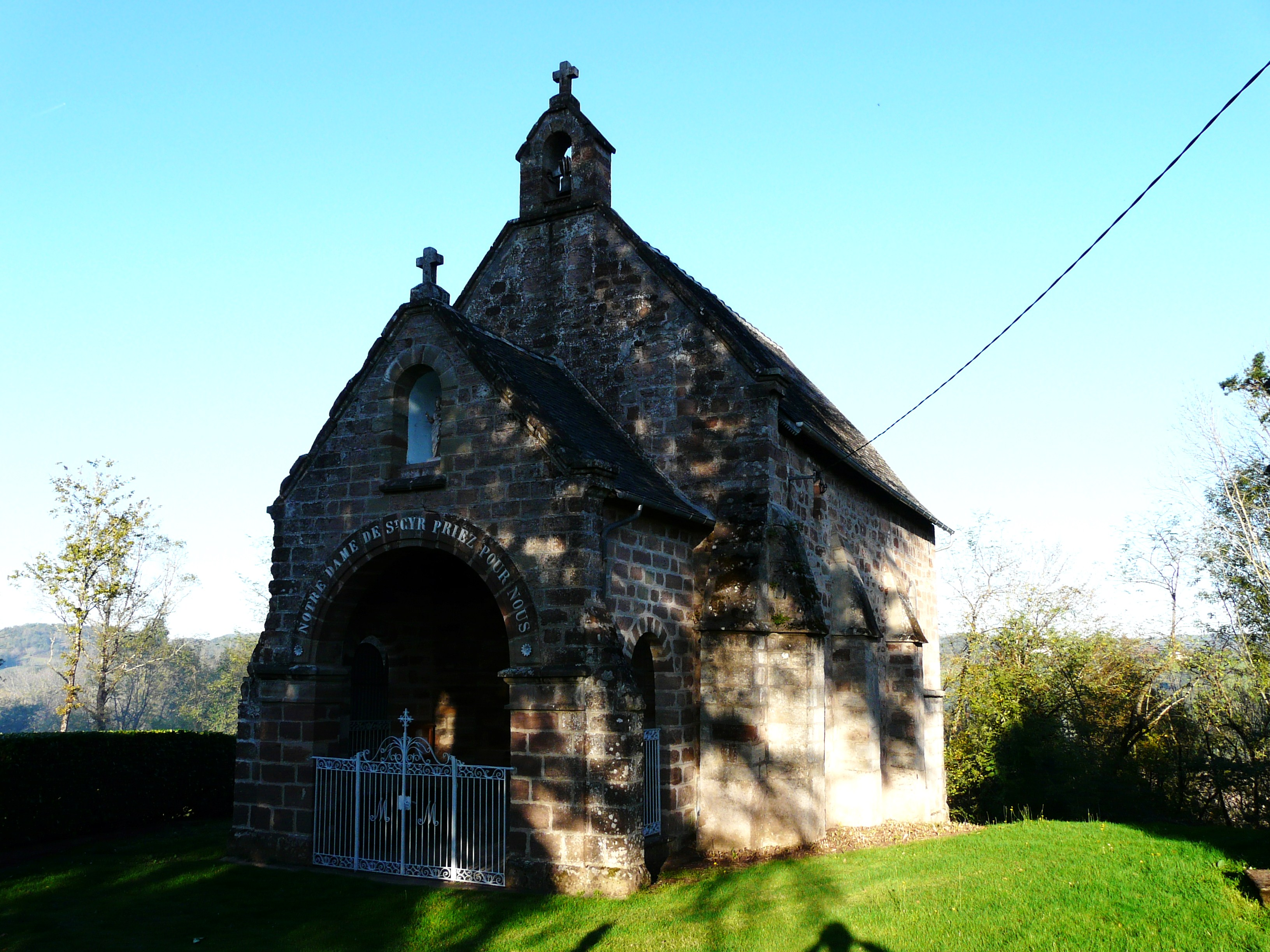
Kapel van Saint-Cyr-la-Roche
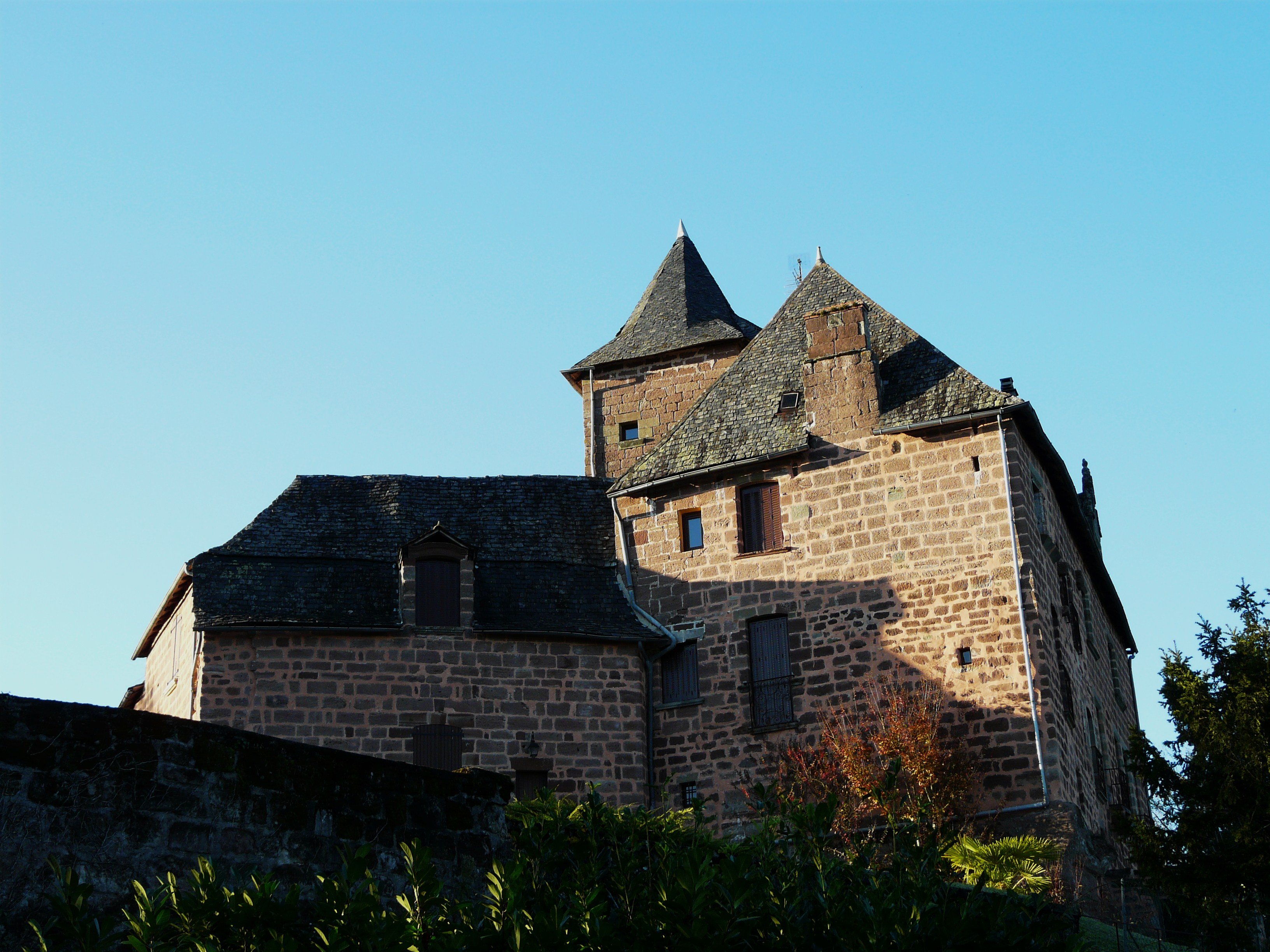
Landhuis in Saint-Cyr-la-Roche

## Geografie
De oppervlakte van Saint-Cyr-la-Roche bedraagt 8,4 km², de bevolkingsdichtheid is 47,5 inwoners per km².
De onderstaande kaart toont de ligging van Saint-Cyr-la-Roche met de belangrijkste infrastructuur en aangrenzende gemeenten.

## Demografie
Onderstaande figuur toont het verloop van het inwonertal (bron: INSEE-tellingen).